# Giovanni Malabranca
Giovanni Malabranca    (né à Rome, Italie, et mort court après  le 4 octobre 1192) est un cardinal italien  du XIIe siècle .

## Biographie
Le pape Clément III le crée cardinal lors du consistoire du 12 mars 1188. Le cardinal  Malabranca est nommé légat en  Pologne, pour y promouvoir la discipline de l'église.  Il participe à l'élection de Célestin III en 1191.